# 마리야 알렉산드로브나 여대공
마리야 알렉산드로브나(Мария Александровна, 1853년 10월 17일 ~ 1920년 10월 24일)은 작센코부르크고타 공작 알프레트의 아내이다. 남편이 빅토리아 여왕의 차남으로, 영국 왕족이었기 때문에 에든버러 공작부인으로도 불린다. 알렉산드르 3세의 유일한 여동생이다.

## 생애
러시아 황제 알렉산드르 2세와 황후 마리야 알렉산드로브나의 외동딸로 태어났다. 1874년 1월 23일 상트페테르부르크에서 에든버러 공작 알프레드와 결혼했다. 두 사람은 런던에서 신접살림을 시작했지만 마리야는 자신이 러시아의 황녀라는 점을 강조했기 때문에 런던 사교계에서 평판이 좋지 않았다. 특히 덴마크의 공주 출신인 알렉산드라 황태자비보다 러시아 황제의 딸인 자신이 신분으로 위라고 주장했다. 이에 화가 난 빅토리아 여왕은 마리야에게 기존에 쓰던 Her Imperial Highness가 아닌, Her Royal Highness라는 경칭을 쓰도록 했지만 마리야는 이것을 무척 싫어했다.
1893년 알프레트는 백부 작센코부르크고타의 에른스트 2세의 뒤를 이어 작센코부르크고타 공작의 지위를 계승했고, 부부는 에든버러 공작과 작센코부르크고타 공작이라는 두 개의 칭호를 갖게 되었다.
마리야는 남편과의 사이에서 1남 4녀를 두었으며 맏아들 알프레트는 1899년 자살을 기도했고 목숨을 건졌으나 1개월 뒤 세상을 떠났다. 이듬해인 1900년 6월 30일 남편 알프레트도 인후암으로 세상을 떠났다. 작센코부르크고타 공작의 지위는 조카 카를 에두아르트가 물려받았다. 1920년 마리야는 스위스 취리히에서 숨을 거두었고 공가의 묘지에 묻혔다.

## 자녀
| 사진 | 이름                               | 생일             | 사망                  | 기타                                                                                                |
| ---- | ---------------------------------- | ---------------- | --------------------- | --------------------------------------------------------------------------------------------------- |
|      | 작센코부르크고타 공세자 알프레트   | 1874년 10월 15일 | 1899년 2월 6일(24세)  | 화기로 자살.                                                                                        |
|      | 에든버러의 마리아                  | 1875년 10월 29일 | 1938년 7월 18일(62세) | 루마니아 페르디난트 1세와 결혼, 3남 3녀                                                             |
|      | 작센코부르크고타의 빅토리아 멜리타 | 1876년 11월 25일 | 1936년 5월 2일(59세)  | 헤센 대공국 대공 에른스트 루트비히와 결혼 후 이혼, 1녀 키릴 블라디미로비치 로마노프와 결혼, 1남 2녀 |
|      | 작센코부르크고타 공녀 알렉산드라   | 1878년 9월 1일   | 1942년 4월 16일(63세) | 호엔로헤랑겐부르크의 에른스트 2세와 결혼, 2남 3녀                                                   |
|      | 작센코부르크고타 공녀 베아트리체   | 1884년 1월 14일  | 1966년 11월 14일      | 갈리에라 공작 알폰소와 결혼, 3남                                                                    |